# Tol'able David (film, 1930)
Pour les articles homonymes, voir Tol'able David.
Pour plus de détails, voir Fiche technique et Distribution.
Tol'able David est un film américain réalisé par John G. Blystone, sorti en 1930.

## Synopsis
David Kinemon, vivant dans un village de montagne, se voit obliger de devenir le facteur de la communauté non sans rencontrer des difficultés.

## Fiche technique
- Titre français : Tol'able David
- Réalisation : John G. Blystone
- Scénario : Benjamin Glazer d'après le roman de Joseph Hergesheimer
- Photographie : Ted Tetzlaff
- Production : Harry Cohn
- Société de production : Columbia Pictures
- Pays d'origine : États-Unis
- Format : Noir et blanc
- Genre : drame
- Date de sortie : 1930

## Distribution
- Richard Cromwell : David Kinemon
- Noah Beery : Luke
- Joan Peers : Esther Hatburn
- Henry B. Walthall : Amos Hatburn
- Tom Keene : Alan Kinemon
- Edmund Breese : Hunter Kinemon
- Barbara Bedford : Rose Kinemon
- Helen Ware : Mrs. Kinemon
- John Carradine : Buzzard Hatburn